# Frederika van Baden
Frederika Dorothea Wilhelmina van Baden (Karlsruhe, 12 maart 1781 – Lausanne, 25 september 1826), was koningin van Zweden door haar huwelijk met koning Gustaaf IV Adolf, van 1797 tot 1809. Ze was een dochter van Karel Lodewijk van Baden en prinses Amalia van Hessen-Darmstadt. Frederika was een jongere zuster van Louise Maria, later tsarina Elisabeth Alexejevna, de vrouw van tsaar Alexander I van Rusland.

## Leven
In 1797 trad Frederika in het huwelijk met koning Gustaaf IV Adolf van Zweden en werd daardoor koningin. Haar man had zelf het huwelijk gearrangeerd, omdat zij de zuster was van de Russische grootvorstin (en later tsarina), daardoor werden er ook enkele verdragen met Rusland ondertekend. Gustaaf Adolf weigerde echter te trouwen met de Russische grootvorstin Alexandra Paulowna, dochter van tsaar Paul I en jongere zus van tsaar Alexander I. Hij trouwde met Frederika omdat hij een mooie koningin wilde.

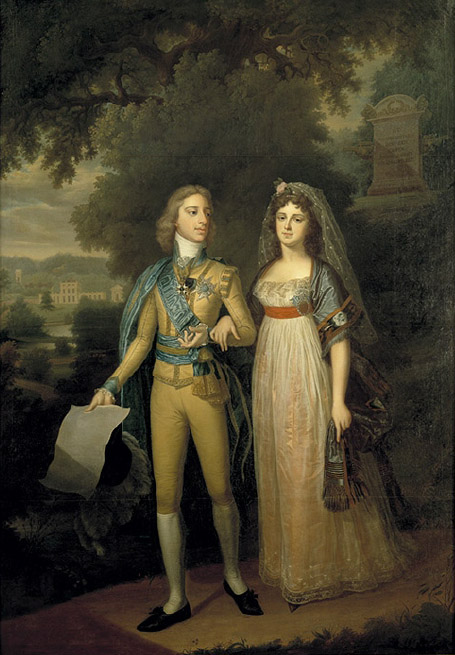
Koning Gustaaf IV Adolf samen met Frederika

Het huwelijk wordt meestal beschouwd als gelukkig, maar de koning was meer geïnteresseerd in seks dan zij. Meerdere malen was de koning vertraagd nadat hij de vertrekken van de koningin had bezocht in de ochtenden, zozeer zelfs dat de leden van het parlement hun besprekingen moesten onderbreken, zij hebben de koning een keer gevraagd om "de gezondheid van de koningin te sparen" en zij klaagde over de totale uitputting. Frederika was opgebracht in totale onschuld op het gebied van seks, zij wilde haar echtgenoot haar onwetendheid in seksuele kwesties besparen. Zij was van het seksueel liberale Zweedse hof in Stockholm zowel geschrokken als geïntrigeerd en schreef naar haar familie dat "iedereen een minnaar had" en iedereen sprak ook over de biseksuele voorkeur van de koninklijke hertogin Hedwig Elisabeth Charlotte van Holstein-Gottorp.
In 1809 werd haar man tijdens een revolutie van de troon gestoten, daarna vertrokken Gustaaf Adolf, Frederika en hun familie naar Baden. Maar haar man was rusteloos en wilde niet in Baden blijven. Zij heeft sindsdien geen seksuele interactie meer gehad met Gustaaf Adolf, dit weigerde zij. In 1812 ging het paar uit elkaar. In het geheim steunde Frederika haar (ex)man financieel nog wel. Uiteindelijk stierf Frederika op 25 september 1826, Gustaaf Adolf stierf op 7 februari 1837.

## Kinderen
Frederika en Gustaaf Adolf hadden de volgende kinderen (die uitgesloten waren van troonopvolging in Zweden):
- Gustaaf (9 november 1799 – 4 augustus 1877), prins van Wasa, was verloofd met prinses Marianne van Oranje-Nassau maar trad in 1830 in het huwelijk met prinses Louise van Baden (1811–1854).
- Sophie Wilhelmina (21 mei 1801 – 6 juli 1865), trad in 1819 in het huwelijk prins Leopold van Baden, later groothertog van Baden.
- Karel Gustaaf (2 december 1802 – 10 september 1805), groothertog van Finland.
- Amalia (22 februari 1805 – 31 augustus 1853), bleef ongehuwd.
- Cecilia (22 juni 1807 – 27 januari 1844), trad in 1831 in het huwelijk met groothertog August van Oldenburg (1783 –1853).

- Gemeinsame Normdatei: 102017212
- International Standard Name Identifier: 0000 0003 8124 3401
- KulturNav: 589d764a-cdc2-420a-92be-c79e46e7456c
- Library of Congress Control Number: nr96012015
- LIBRIS: 303826
- Virtual International Authority File: 261122937
- WorldCat: E39PCjr699fgVR3tkYwHJvPB4C